# Honda CBR 600 RR
Die Honda CBR 600 RR ist ein Motorradmodell der Kategorie Supersportler des japanischen Fahrzeugherstellers Honda, das seit 2003 gebaut wird. Aufgrund von geänderten Zulassungsbestimmungen in der EU ist dieses Modell für einige Jahre nicht mehr auf dem deutschen Markt erhältlich gewesen.

## Baureihen

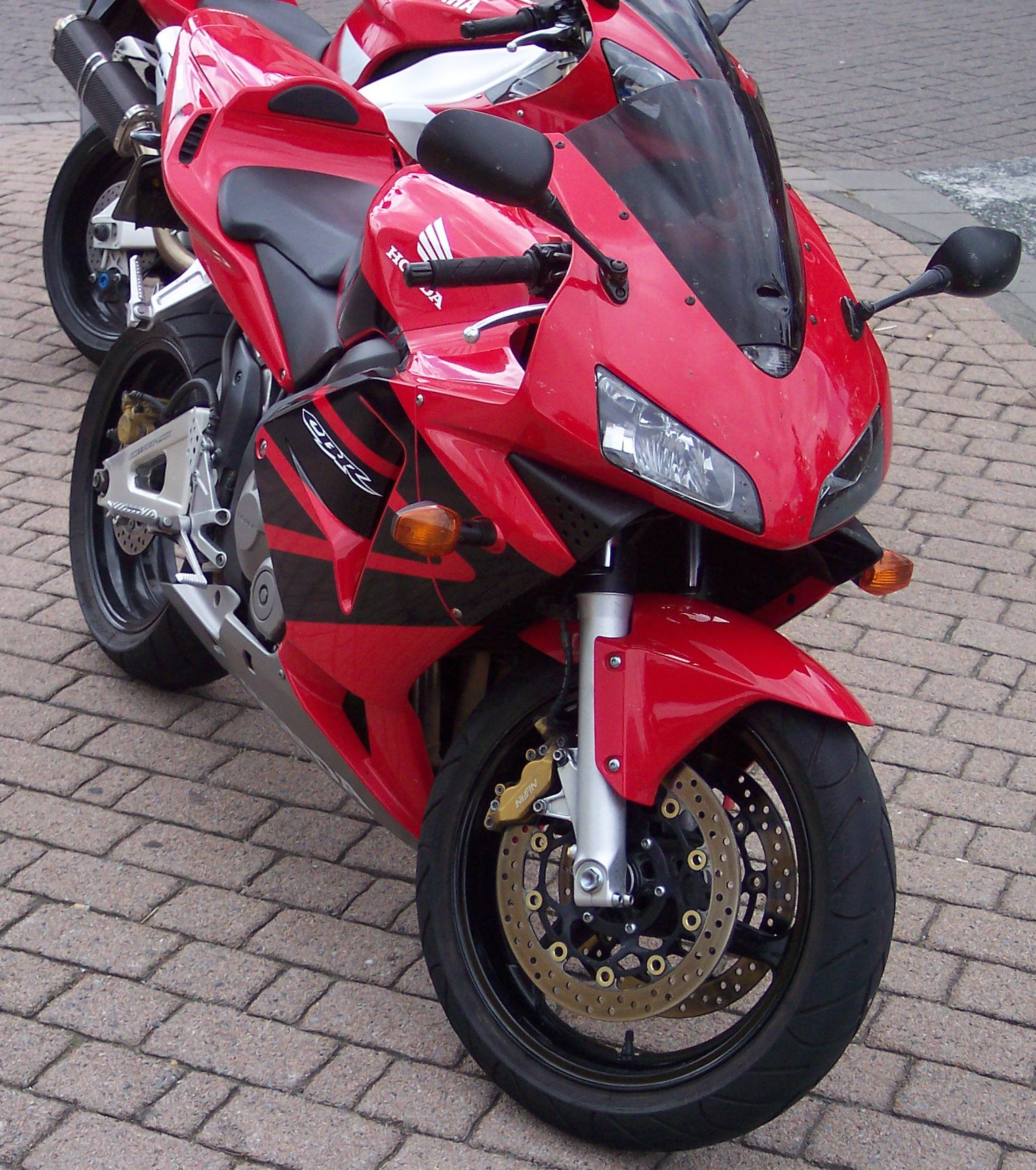
2003 CBR 600 RR

### PC 37 (2003)

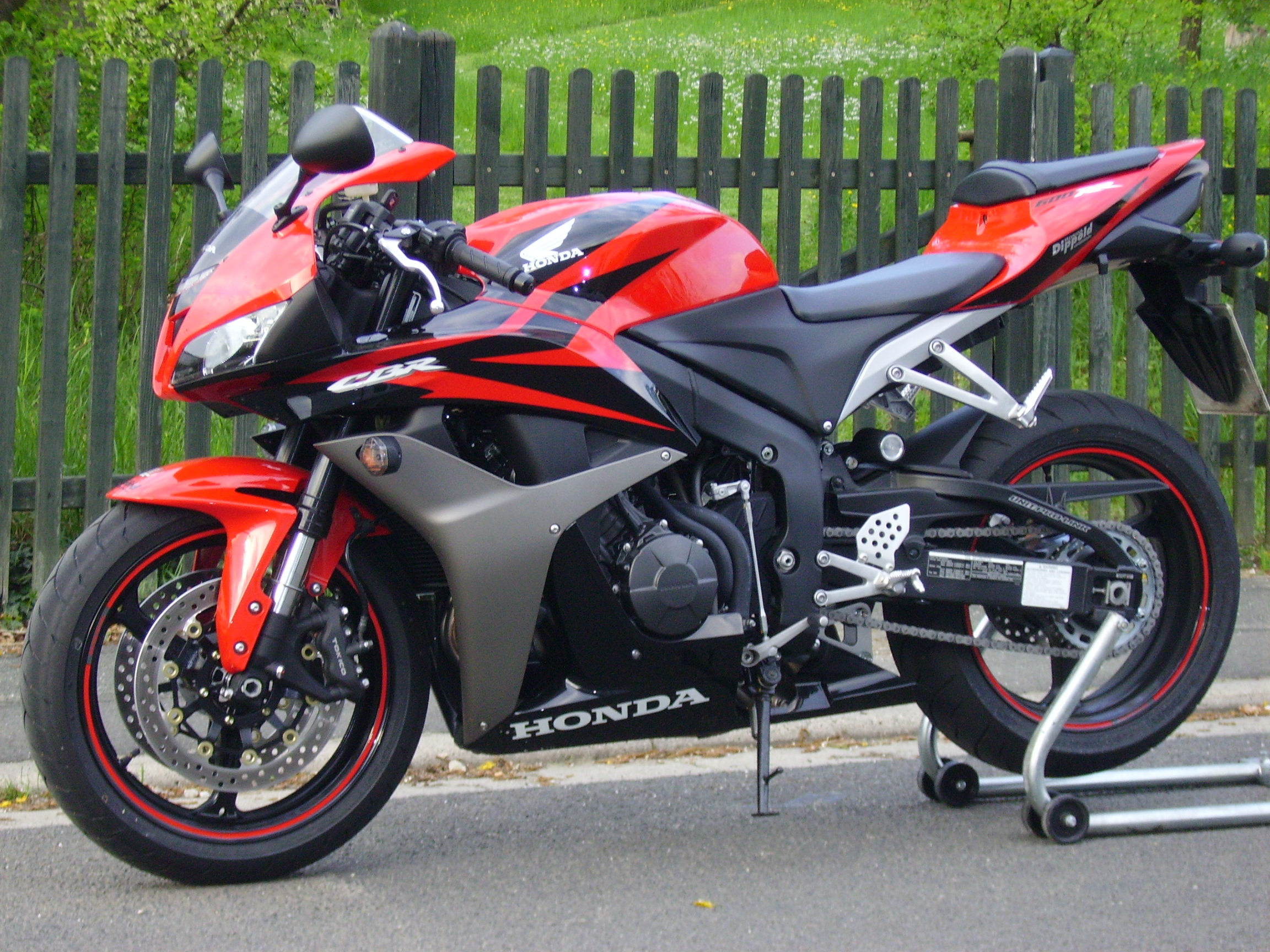
2007 CBR 600 RR

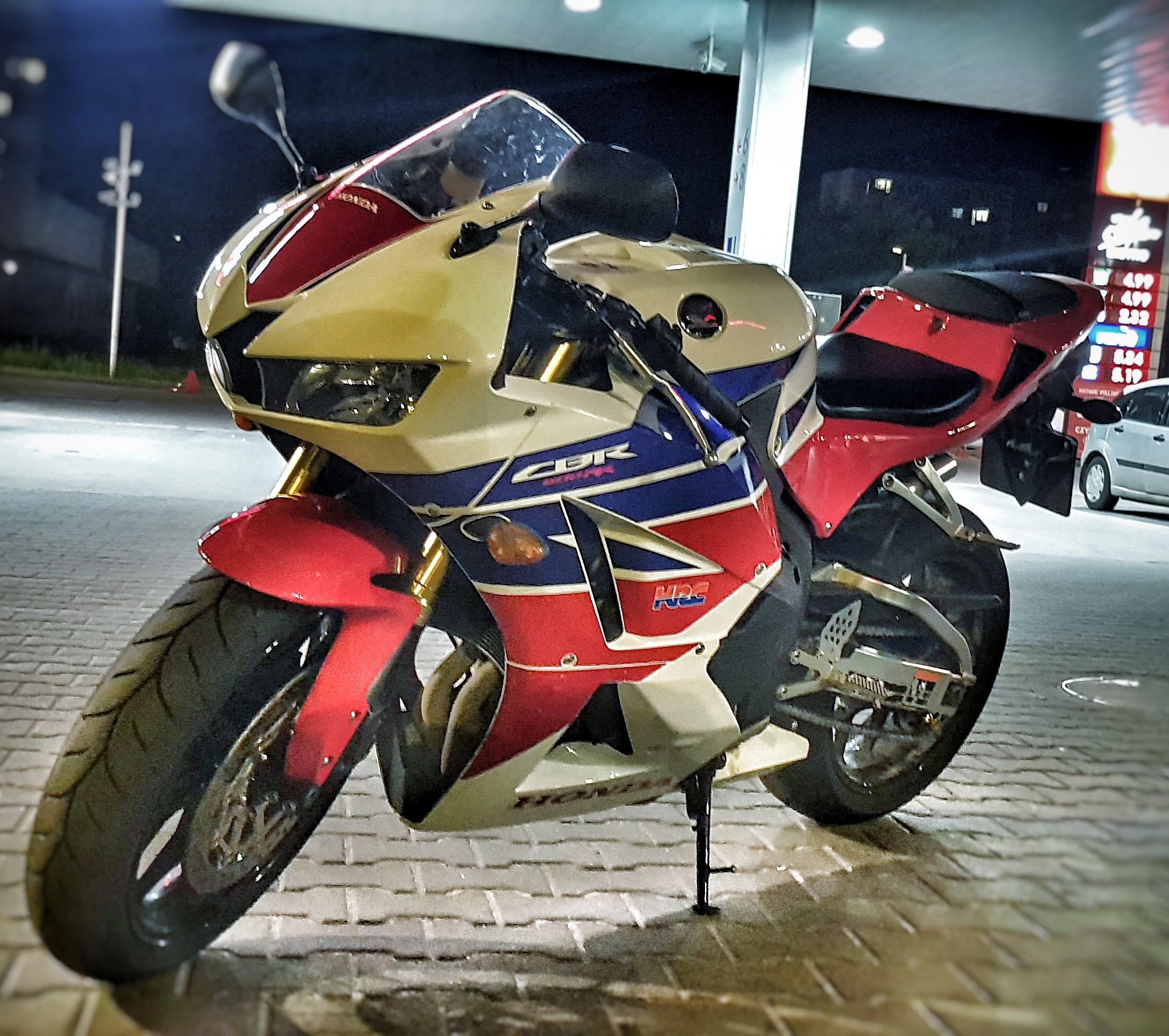
2013 CBR 600 RR

Die 2003 vorgestellte CBR 600 RR mit dem Werksinternen Kürzel PC 37 löste die CBR 600 F Sport ab. Bei der Entwicklung der PC 37 hat Honda sehr viele Technologien aus dem MotoGP Rennmotorrad Honda RC211V einfließen lassen. Auch das Design ist sehr stark an die RC211V angelehnt. Während Honda beim Vorgängermodell noch viel Wert auf die Alltagstauglichkeit legte, war die PC37 deutlich stärker auf den Rennstreckenbetrieb ausgelegt.
2005 wurde die CBR 600 RR das erste Mal überarbeitet. Das neue Modell hatte nun eine Upside-Down-Gabel statt der Teleskopgabel, 3 PS mehr Leistung und ein geringeres Gewicht. Das Verkleidungsdesign wurde leicht geändert.

### PC 40 (2007)
Die CBR 600 RR vom Modelljahr 2007 war eine komplette Neuentwicklung. Der neu konstruierte Motor wog 2 kg weniger. Der neue Rahmen wurde im Fine-Die-Cast-Verfahren hergestellt. Das komplette Fahrwerk wog 5,7 kg weniger. Die Verkleidung hatte einen mittig in der Front platzierten Lufteinlass, welcher die Luft durch das Steuerkopfgehäuse in den Luftfilterkasten leitete. Wie die Honda Fireblade (SC 57) verfügte die CBR 600 RR nun ebenfalls über einen elektronisch gesteuerten hydraulischen Lenkungsdämpfer, von Honda HESD (Honda Electronic Steering Damper) genannt.
Seit der Modellpflege von 2009 bietet Honda optional ein Antiblockiersystem (ABS) für die PC 40 an. Dadurch erhöht sich das Fahrzeuggewicht um etwa 10 kg. Bis auf die leicht geänderte Seitenverkleidung blieb das Modell ansonsten gleich.
Mit der Modellpflege zum Modelljahr 2013 bekam die CBR 600 RR leichtere 12-Speichen-Räder, eine neue Upside-Down-Gabel im Big Piston Fork Design und ein geändertes Verkleidungsdesign. Die ECU wurde überarbeitet, was einen besseren Drehmomentverlauf ergeben sollte. Dieses Modell wurde bis einschließlich 2016 in Europa verkauft. Danach wurde der Verkauf aufgrund der Euro 4 Abgasnorm eingestellt.

### PC 69 (2024)
Ende 2023 stellte Honda das überarbeitete Modell der CBR 600 RR für den deutschen Markt vor. Zu den neuen Ausstattungsmerkmalen gehört unter anderem ein Quickshifter mit Blipperfunktion, der ein Hoch- und Runterschalten ohne Kupplung ermöglicht, eine 6-Achsen-IMU, Wheelie Control und Winglets an der Frontverkleidung. Der Vierzylinder-Reihenmotor mit 599 cm³ leistet 121 PS bei 14.250/min.

## Technische Daten
|                                     | 2003–2004                                                                                     | 2005–2006                                                                                     | 2007–2008                                                                                     | 2009–2012                                                                                        | 2013–2016                                                                                           | 2024                                                                                                |
| ----------------------------------- | --------------------------------------------------------------------------------------------- | --------------------------------------------------------------------------------------------- | --------------------------------------------------------------------------------------------- | ------------------------------------------------------------------------------------------------ | --------------------------------------------------------------------------------------------------- | --------------------------------------------------------------------------------------------------- |
| Modellcode                          | PC37                                                                                          | PC37                                                                                          | PC40                                                                                          | PC40                                                                                             | PC40                                                                                                | PC69                                                                                                |
| Motortyp                            | flüssigkeitsgekühlter Vierzylinder-Viertakt-Reihenmotor                                       | flüssigkeitsgekühlter Vierzylinder-Viertakt-Reihenmotor                                       | flüssigkeitsgekühlter Vierzylinder-Viertakt-Reihenmotor                                       | flüssigkeitsgekühlter Vierzylinder-Viertakt-Reihenmotor                                          | flüssigkeitsgekühlter Vierzylinder-Viertakt-Reihenmotor                                             | flüssigkeitsgekühlter Vierzylinder-Viertakt-Reihenmotor                                             |
| Ventiltrieb                         | DOHC, 16 Ventile, Tassenstößel                                                                | DOHC, 16 Ventile, Tassenstößel                                                                | DOHC, 16 Ventile, Tassenstößel                                                                | DOHC, 16 Ventile, Tassenstößel                                                                   | DOHC, 16 Ventile, Tassenstößel                                                                      | DOHC, 16 Ventile, Tassenstößel                                                                      |
| Hubraum                             | 599 cm³                                                                                       | 599 cm³                                                                                       | 599 cm³                                                                                       | 599 cm³                                                                                          | 599 cm³                                                                                             | 599 cm³                                                                                             |
| Bohrung × Hub                       | 67,0 × 42,5 mm                                                                                | 67,0 × 42,5 mm                                                                                | 67,0 × 42,5 mm                                                                                | 67,0 × 42,5 mm                                                                                   | 67,0 × 42,5 mm                                                                                      | 67,0 × 42,5 mm                                                                                      |
| Verdichtung                         | 12,0:1                                                                                        | 12,0:1                                                                                        | 12,2:1                                                                                        | 12,2:1                                                                                           | 12,2:1                                                                                              | 12,2:1                                                                                              |
| Gemischaufbereitung                 | Elektronische Saugrohreinspritzung PGM-DSFI                                                   | Elektronische Saugrohreinspritzung PGM-DSFI                                                   | Elektronische Saugrohreinspritzung PGM-DSFI                                                   | Elektronische Saugrohreinspritzung PGM-DSFI                                                      | Elektronische Saugrohreinspritzung PGM-DSFI                                                         | Elektronische Saugrohreinspritzung PGM-DSFI                                                         |
| EU-Abgasnorm                        | Euro 2                                                                                        | Euro 3                                                                                        | Euro 3                                                                                        | Euro 3                                                                                           | Euro 3                                                                                              | Euro 5+                                                                                             |
| Zündung                             | Transistorzündung                                                                             | Transistorzündung                                                                             | Transistorzündung                                                                             | Transistorzündung                                                                                | Transistorzündung                                                                                   | Transistorzündung                                                                                   |
| Leistung                            | 84 kW (114 PS) bei 13.000/min                                                                 | 86 kW (117 PS) bei 13.000/min                                                                 | 88,2 kW (120 PS) bei 13.500/min                                                               | 88,2 kW (120 PS) bei 13.500/min                                                                  | 88,2 kW (120 PS) bei 13.500/min                                                                     | 89 kW (121 PS) bei 14.250/min                                                                       |
| Maximales Drehmoment                | 64 Nm bei 11.000/min                                                                          | 64 Nm bei 11.000/min                                                                          | 66 Nm bei 11.250/min                                                                          | 66 Nm bei 11.250/min                                                                             | 66 Nm bei 11.250/min                                                                                | 63 Nm bei 11.500/min                                                                                |
| Getriebe                            | 6-Gang-Getriebe, manuell                                                                      | 6-Gang-Getriebe, manuell                                                                      | 6-Gang-Getriebe, manuell                                                                      | 6-Gang-Getriebe, manuell                                                                         | 6-Gang-Getriebe, manuell                                                                            | 6-Gang-Getriebe, manuell                                                                            |
| Kupplung                            | mechanisch betätigte Mehrscheibenkupplung im Ölbad                                            | mechanisch betätigte Mehrscheibenkupplung im Ölbad                                            | mechanisch betätigte Mehrscheibenkupplung im Ölbad                                            | mechanisch betätigte Mehrscheibenkupplung im Ölbad                                               | mechanisch betätigte Mehrscheibenkupplung im Ölbad                                                  | mechanisch betätigte Mehrscheibenkupplung im Ölbad                                                  |
| Rahmen                              | Doppelprofilrahmen aus Aluminiumguss                                                          | Doppelprofilrahmen aus Aluminiumguss                                                          | Doppelprofilrahmen aus Aluminiumguss                                                          | Doppelprofilrahmen aus Aluminiumguss                                                             | Doppelprofilrahmen aus Aluminiumguss                                                                | Doppelprofilrahmen aus Aluminiumguss                                                                |
| Radaufhängung vorne                 | 45-mm-Teleskopgabel, Federvorspannung, Zug- und Druckstufe einstellbar                        | 41 mm Upside-Down-Gabel, Federvorspannung, Zug- und Druckstufe einstellbar                    | 41 mm Upside-Down-Gabel, Federvorspannung, Zug- und Druckstufe einstellbar                    | 41 mm Upside-Down-Gabel, Federvorspannung, Zug- und Druckstufe einstellbar                       | 41 mm Upside-Down-Gabel (Big Piston Fork Design), Federvorspannung, Zug- und Druckstufe einstellbar | 41 mm Upside-Down-Gabel (Big Piston Fork Design), Federvorspannung, Zug- und Druckstufe einstellbar |
| Radaufhängung hinten                | Unit-Pro-Link-System mit Gasdruckfederbein, Federvorspannung, Zug- und Druckstufe einstellbar | Unit-Pro-Link-System mit Gasdruckfederbein, Federvorspannung, Zug- und Druckstufe einstellbar | Unit-Pro-Link-System mit Gasdruckfederbein, Federvorspannung, Zug- und Druckstufe einstellbar | Unit-Pro-Link-System mit Gasdruckfederbein, Federvorspannung, Zug- und Druckstufe einstellbar    | Unit-Pro-Link-System mit Gasdruckfederbein, Federvorspannung, Zug- und Druckstufe einstellbar       | Unit-Pro-Link-System mit Gasdruckfederbein, Federvorspannung, Zug- und Druckstufe einstellbar       |
| Federweg vorne hinten               | 120 mm 135 mm                                                                                 | 120 mm 135 mm                                                                                 | 120 mm 135 mm                                                                                 | 120 mm 135 mm                                                                                    | 120 mm 135 mm                                                                                       | 120 mm 128 mm                                                                                       |
| Felgengröße                         | vorne 3,50 x 17, hinten 5,50 x 17                                                             | vorne 3,50 x 17, hinten 5,50 x 17                                                             | vorne 3,50 x 17, hinten 5,50 x 17                                                             | vorne 3,50 x 17, hinten 5,50 x 17                                                                | vorne 3,50 x 17, hinten 5,50 x 17                                                                   | vorne 3,50 x 17, hinten 5,50 x 17                                                                   |
| Reifendimension                     | vorne 120/70 ZR 17 radial, hinten 180/55 ZR17 radial                                          | vorne 120/70 ZR 17 radial, hinten 180/55 ZR17 radial                                          | vorne 120/70 ZR 17 radial, hinten 180/55 ZR17 radial                                          | vorne 120/70 ZR 17 radial, hinten 180/55 ZR17 radial                                             | vorne 120/70 ZR 17 radial, hinten 180/55 ZR17 radial                                                | vorne 120/70 ZR 17 radial, hinten 180/55 ZR17 radial                                                |
| Bremse vorne                        | 310-mm-Doppelscheibenbremse, halbschwimmend, Vierkolbenbremssättel, Nissin                    | 310-mm-Doppelscheibenbremse, halbschwimmend, Vierkolbenbremssättel, Nissin                    | 310-mm-Doppelscheibenbremse, halbschwimmend, radial montierte Vierkolbenbremssättel, Tokico   | 310-mm-Doppelscheibenbremse, halbschwimmend, radial montierte Vierkolbenbremssättel, Tokico, ABS | 310-mm-Doppelscheibenbremse, halbschwimmend, radial montierte Vierkolbenbremssättel, Tokico, ABS    | 310-mm-Doppelscheibenbremse, halbschwimmend, radial montierte Vierkolbenbremssättel, Tokico, ABS    |
| Bremse hinten                       | 220-mm-Bremsscheibe, Einkolbenbremssattel                                                     | 220-mm-Bremsscheibe, Einkolbenbremssattel                                                     | 220-mm-Bremsscheibe, Einkolbenbremssattel                                                     | 220-mm-Bremsscheibe, Einkolbenbremssattel                                                        | 220-mm-Bremsscheibe, Einkolbenbremssattel                                                           | 220-mm-Bremsscheibe, Einkolbenbremssattel                                                           |
| Lenkkopfwinkel/Nachlauf             | 24°, 95 mm                                                                                    | 24°, 95 mm                                                                                    | 23,9°, 97,7 mm                                                                                | 23,9°, 97,7 mm                                                                                   | 23,9°, 97,7 mm                                                                                      | 24,06°, 100 mm                                                                                      |
| Abmessungen in mm Länge Breite Höhe | 2.010 695 1.115                                                                               | 2.010 695 1.115                                                                               | 2.080 685 1.130                                                                               | 2.080 685 1.130                                                                                  | 2.080 685 1.130                                                                                     | 2.030 685 1.140                                                                                     |
| Radstand                            | 1390 mm                                                                                       | 1390 mm                                                                                       | 1375 mm                                                                                       | 1375 mm                                                                                          | 1375 mm                                                                                             | 1370 mm                                                                                             |
| Sitzhöhe                            | 820 mm                                                                                        | 820 mm                                                                                        | 820 mm                                                                                        | 820 mm                                                                                           | 820 mm                                                                                              | 820 mm                                                                                              |
| Tankinhalt                          | 18 Liter                                                                                      | 18 Liter                                                                                      | 18 Liter                                                                                      | 18 Liter                                                                                         | 18 Liter                                                                                            | 18 Liter                                                                                            |
| Trockengewicht                      | 169 kg                                                                                        | 164 kg                                                                                        | 155 kg                                                                                        | 165 kg                                                                                           | 165 kg                                                                                              | |
| Gewicht fahrfertig                  |                                                                                               |                                                                                               |                                                                                               |                                                                                                  | | 193 kg                                                                                              |
| Kaufpreis in Deutschland in Euro    | 2003: 10240 2004: 10290                                                                       | 2005: 10340 2006: 10340                                                                       | 2007: 10790 2008:                                                                             | 2009: 10890 2012:                                                                                | 2013: 2016:                                                                                         | 2024: 12640                                                                                         |

## Rennerfolge
- 2003: Supersport-Weltmeister mit Chris Vermeulen
- 2004: Supersport-Weltmeister mit Karl Muggeridge
- 2005: Supersport-Weltmeister mit Sébastien Charpentier
- 2006: Supersport-Weltmeister mit Sébastien Charpentier
- 2007: Supersport-Weltmeister mit Kenan Sofuoğlu
- 2008: Supersport-Weltmeister mit Andrew Pitt
- 2010: Supersport-Weltmeister mit Kenan Sofuoğlu
- 2014: Supersport-Weltmeister mit Michael van der Mark